# Pezizomycotina
Pezizomycotina (denumirea veche Euascomycetes) este o subdiviziune a încrengăturii Ascomycota în subregnul Dikarya și Regnul Fungi.  Acest grup cuprinde aproximativ 90% din ascomicetele cunoscute, cu peste 33.000 de specii descrise, toate sunt filamentoase (formează hife) și producătoare de sporocarpi. Modul de viață și habitatele acestor ciuperci sunt foarte diverse: unele sunt saprofite, altele trăiesc în asociere cu algele formând lichenii sau trăiesc în ectomicoriză, numeroase alte specii sunt paraziți sau simbionți ai plantelor sau animalelor.

## Istoric
În 1997, această sub-încrengătură a fost determinată de micologii suedezi Ove E. Erikson și Katarina Winka, membrii ai Phylogenetic Mycology Group (PMG) în Department of Ecological Botany al Universității Umea. Un articol respectiv a fost publicat în volumul 1 al jurnalului micologic Myconet.

## Morfologie
Miceliul ciupercilor saprofite se dezvoltă în interiorul substratului organic mort și produce la suprafață carpozoame (bazidiocarpi), care au forme și mărimi diferite.
Ciupercile parazite se dezvoltă în interiorul țesuturilor vii (intracelular și/sau intercelular) sau la suprafața lor. În funcție de aceasta, miceliul poate fi extern (ectofit) la speciile ectoparazite și intern (endofit), la speciile endoparazite.
Miceliul primar și miceliul secundar se deosebesc între ele în ceea ce privește structura septului hifei, care este simplu la ciupercile ascomicete și mai complex (sept dolipor) la ciupercile [Basidiomycota|basidiomicete]]. El este format din hife septate. Porii simpli sunt reglați de către corpii Woronin. Miceliul este de obicei haploid, stadiul dicariotic apare imediat înainte de fuziunea sexuată. O reproducere asexuată are loc, deși nu la toate speciile. 
Ciclul de viață este haploid cu o etapă bi-nucleară, chiar înainte de reproducerea sexuală. Între fuziunea celor două celule sexuale și fuziunea celor două nuclee celulare sunt câteva până la multe diviziuni celulare. Aceste hife di-nucleare sunt asociate spațial și nutrițional cu miceliul haploid. Ascocarpul este un apoteciu (deschis în formă de castron) sau un cleistoteciu (închis sferic), rar lipsește.
La majoritatea ciupercilor evoluate, în regiunea fertilă se diferențiază un strat de celule, situat pe suprafața himenoforului, numit strat himenial sau himeniu. În stratul himenial, ascele cu ascosporii sunt însoțite de parafize. La toate ciupercile ascomicete această regiune fertilă este netedă. Conidiile asexuate sunt foarte diverse în formă și culoare.

## Sistematică
Următoarele clase sunt alăturate subdiviziei Pezizomycotina:
- Arthoniomycetes, parțial licheni, cu 3 ordini,
- Coniocybomycetes, cu 1 ordin,[8]
- Dothideomycetes, mucegaiuri, cu 3 subclase și 8 ordini,
- Eurotiomycetes, mucegaiuri, cu 3 subclase și 7 ordini,
- Geoglossomycetes cu 1 ordin,[9]
- Laboulbeniomycetes, paraziți pe insecte, cu 2 ordini,
- Lecanoromycetes, licheni cu 4 subclase și 10 ordini, peste 13.500 de specii
- Leotiomycetes, licheni și alge albastre-verzi, cu 6 ordini,
- Lichinomycetes cu 1 ordin,
- Orbiliomycetes, unele din ele parazitează pe nematode cu 1 ordin,
- Pezizomycetes, cele mai cuscute ciuperci ascomicete, cu 1 ordin,
- Sordariomycetes, cea mai mare  cu 7 subclase, 31 ordini și peste 600 de genuri
- Xylonomycetes, cu 1 ordin[10] precum
- Incertae sedis cu 3 ordini (Lahmiales, Medeolariales, Triblidiales).

## Specii apartenente subîncrengăturii (exemple)

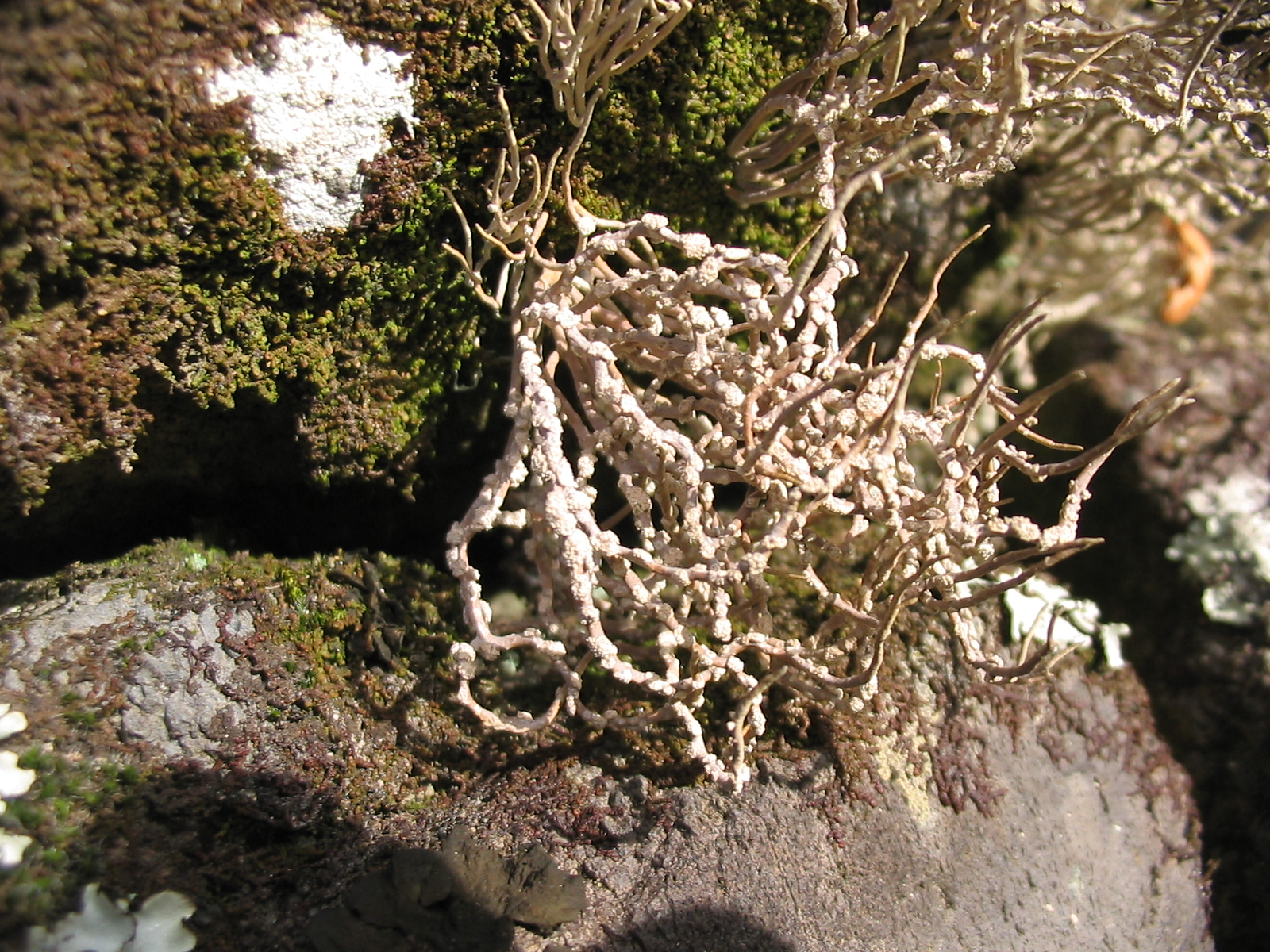
Roccella fuciformis (Arthoniomycetes)
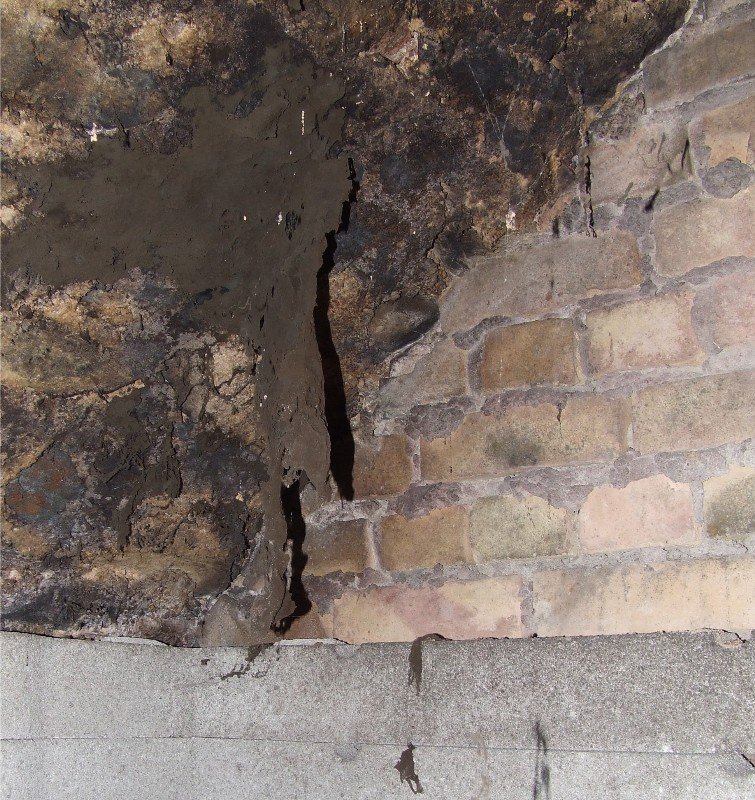
Cladosporium cellar (Dothideomycetes)
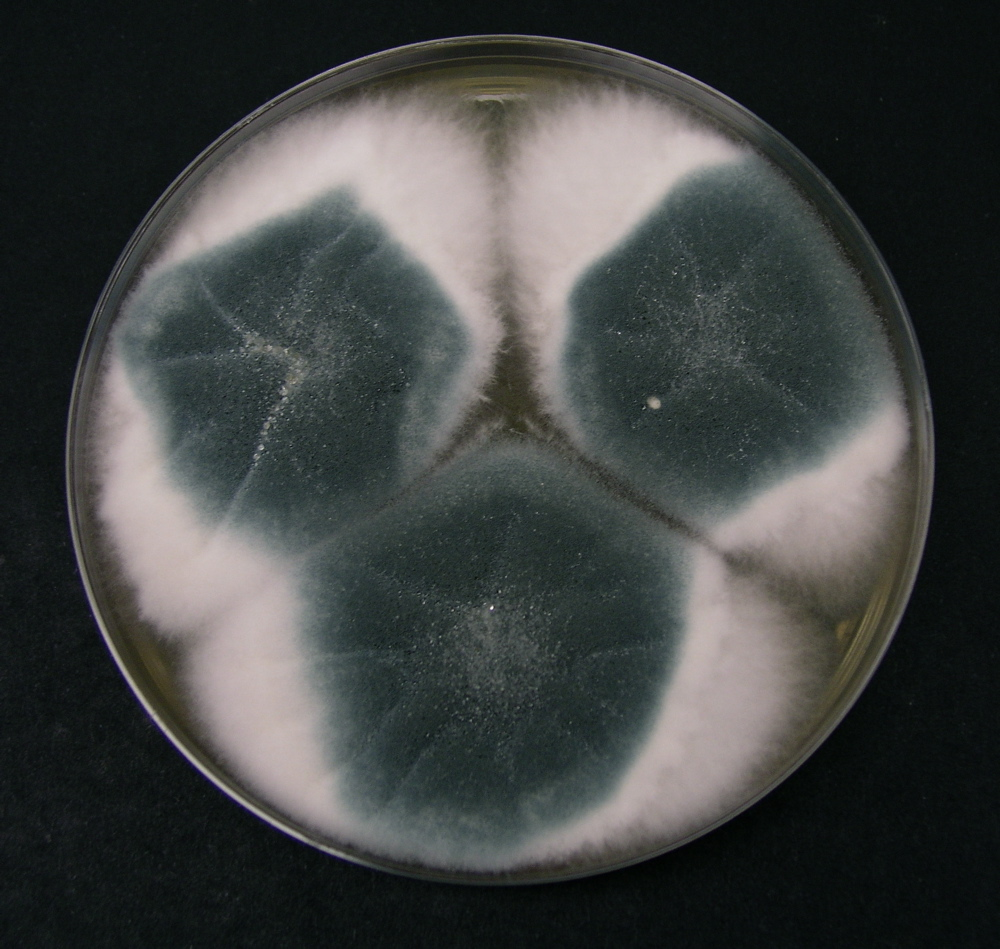
Aspergillus fumigatus (Eurotiomycetes)
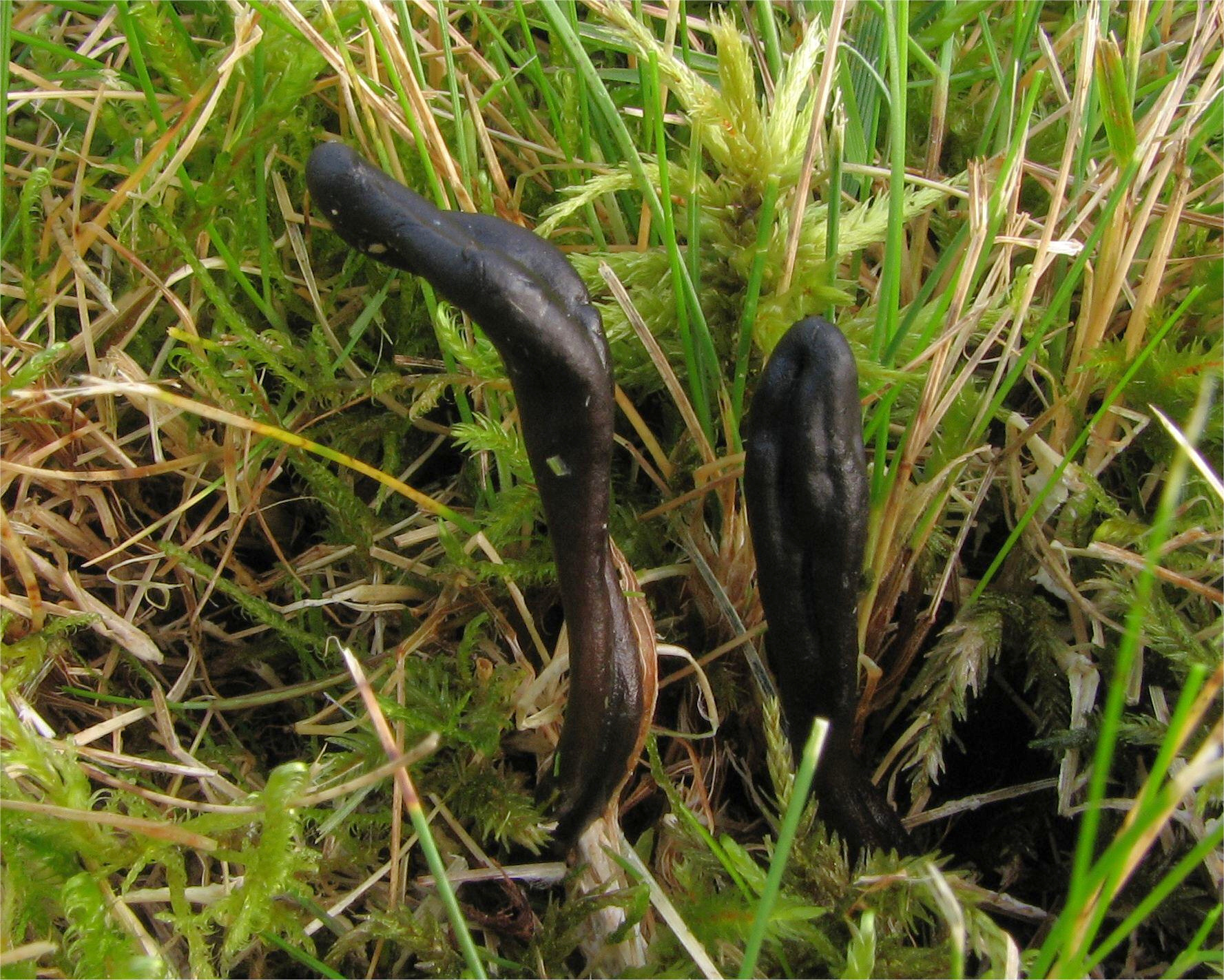
Geoglossum glutinosum (Geoglossomycetes)
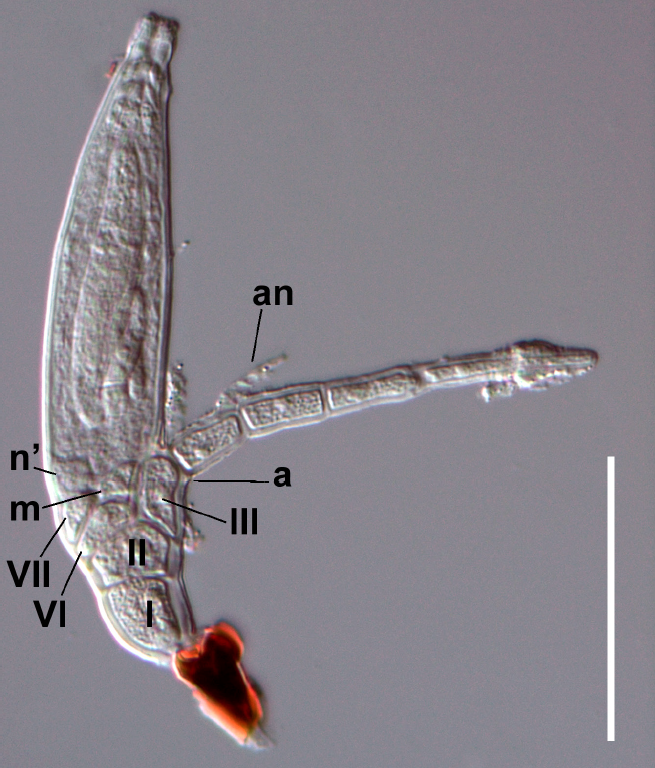
Diplopodomyces coronatus (Laboulbeniomycetes)
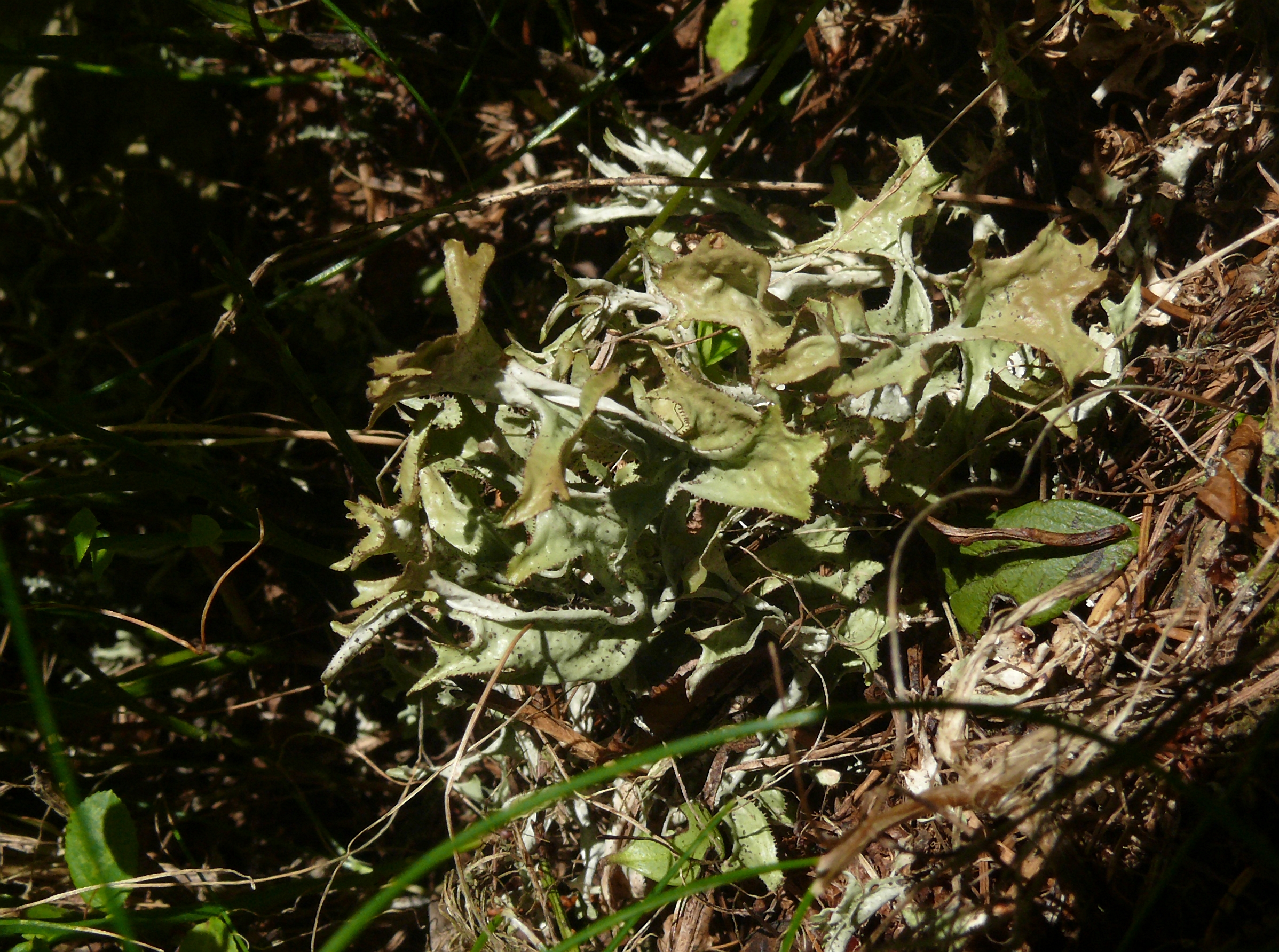
Cetraria islandica (Lecanoromycetes)
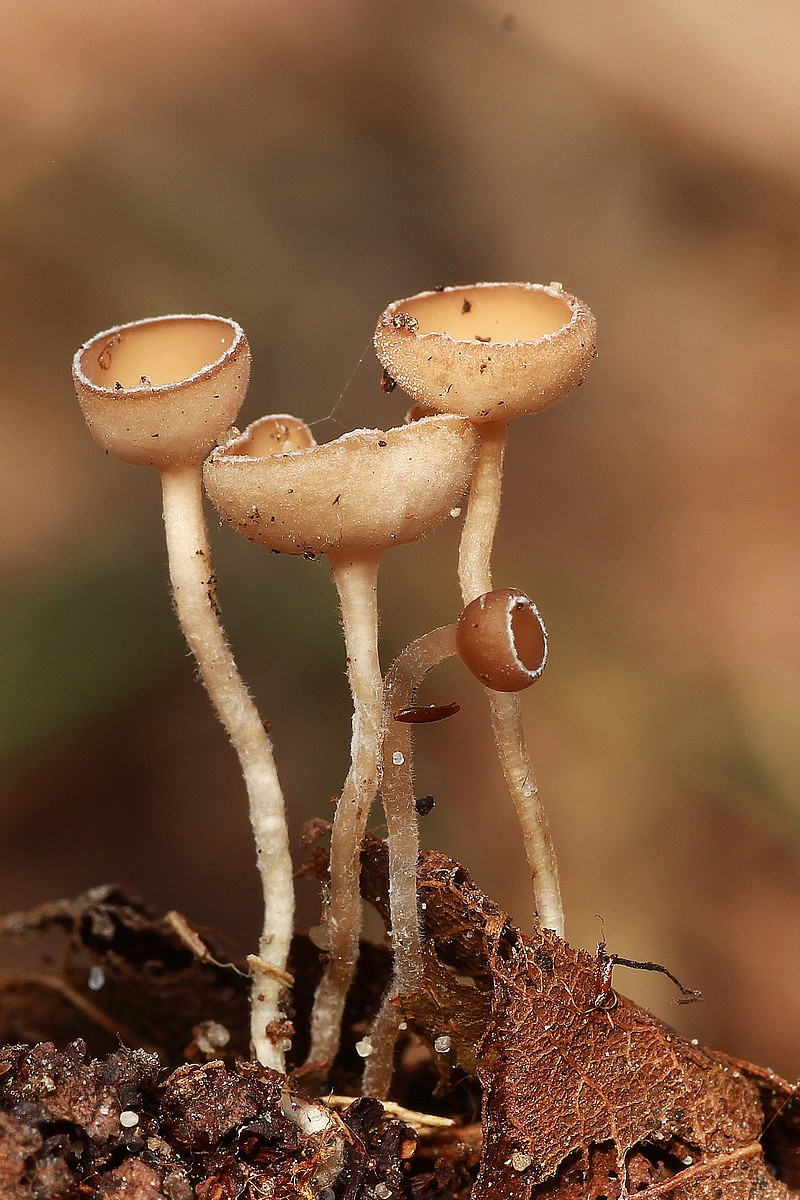
Ciboria amentacea (Leotiomycetes)

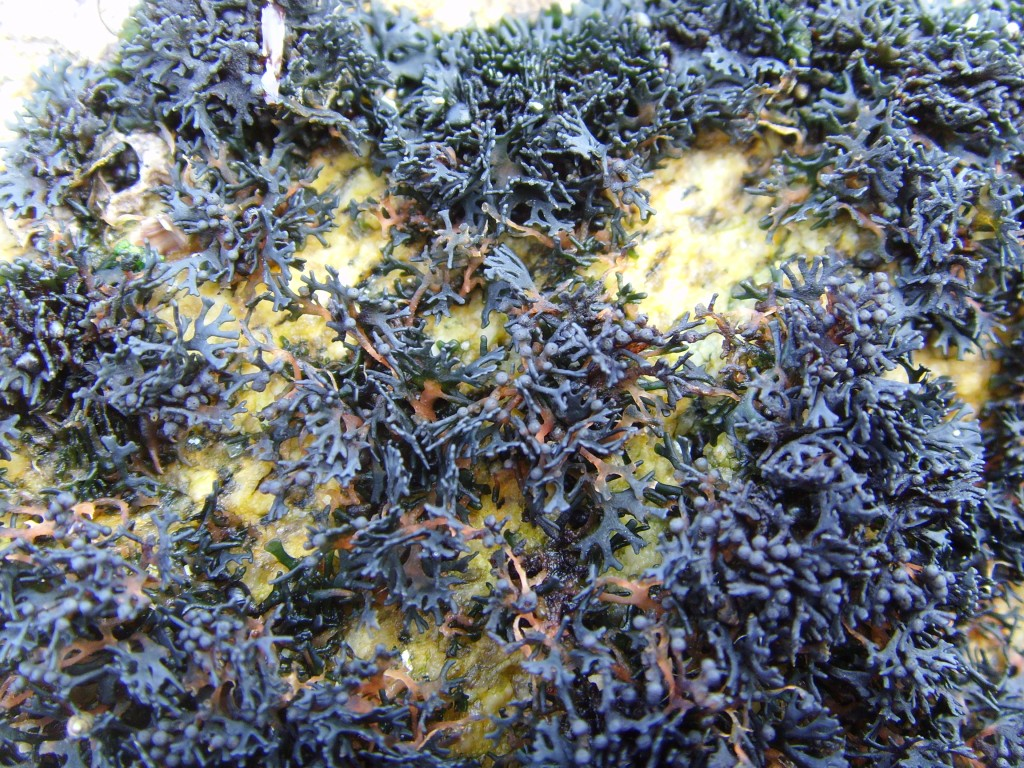
Lichina pygmaea (Lichinomycetes)
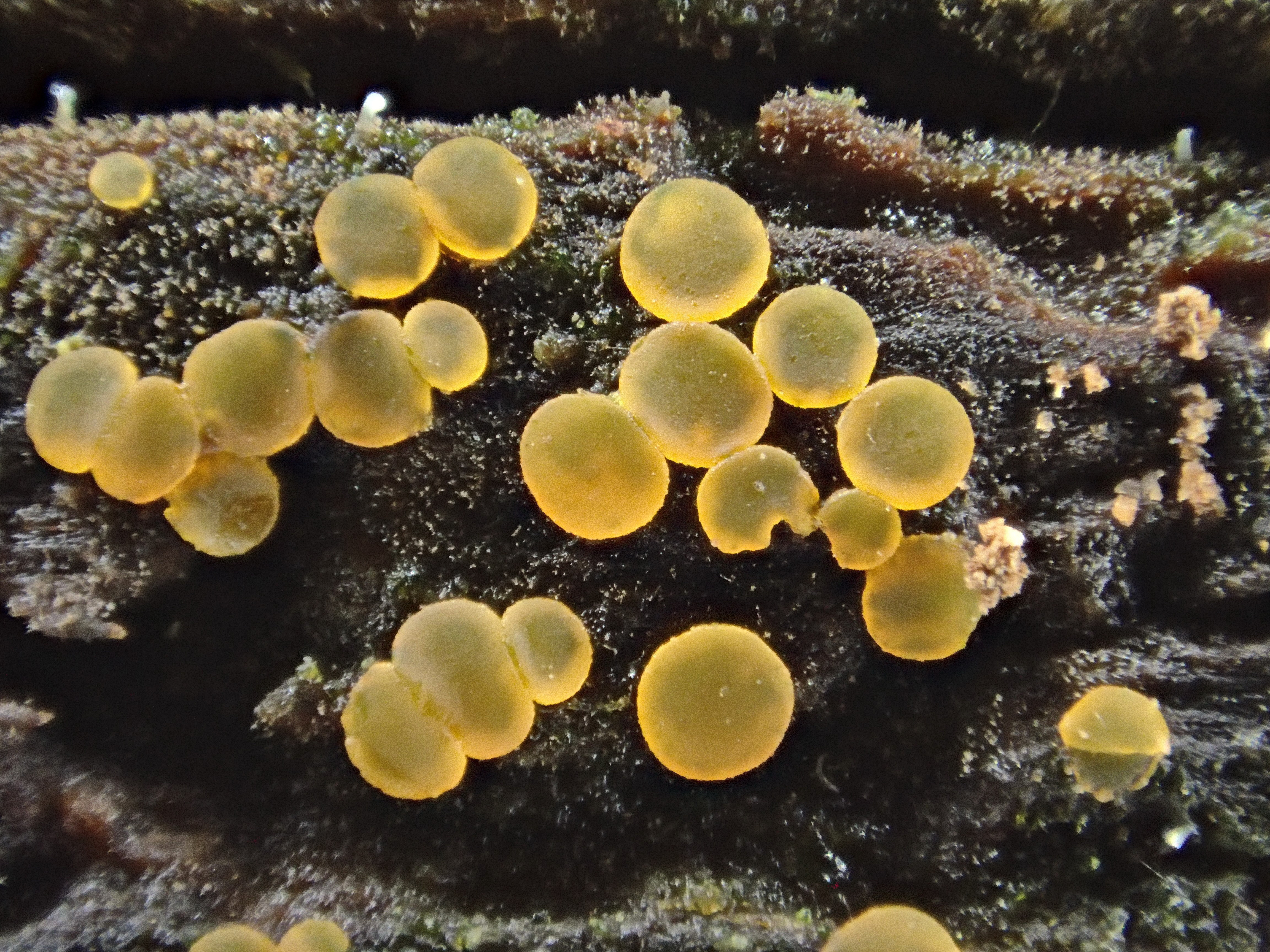
Orbilia xanthostigma (Orbiliomycetes)
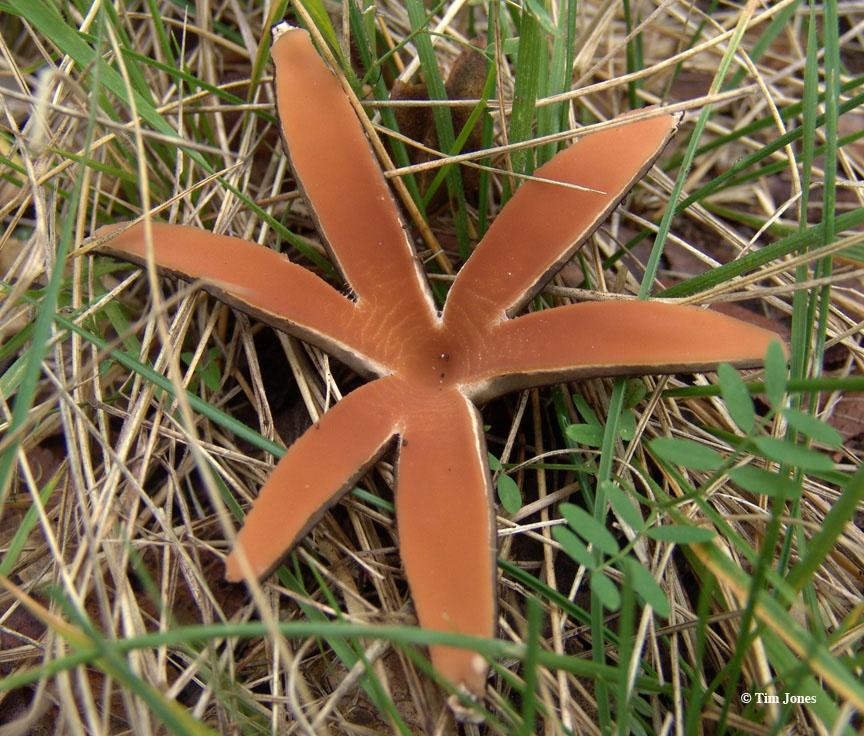
Chorioactis geaster (Pezizomycetes)
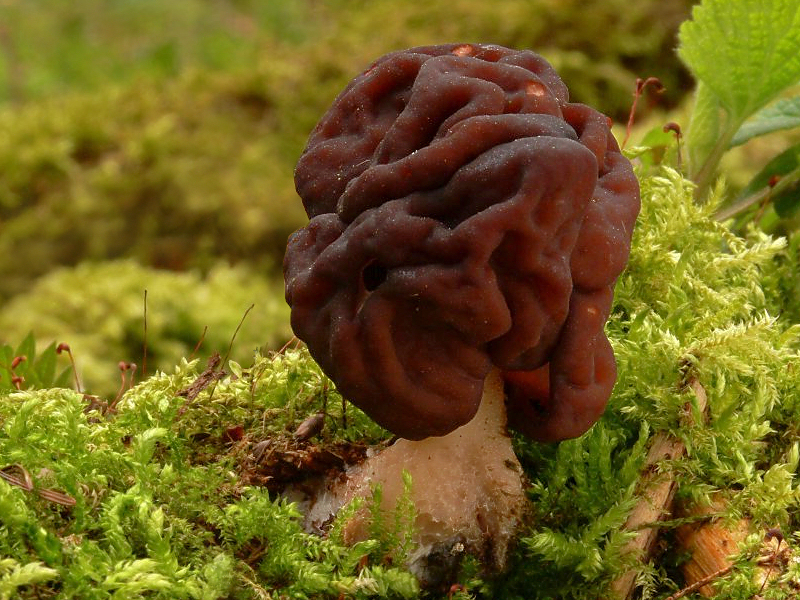
Gyromitra esculenta (Pezizomycetes)
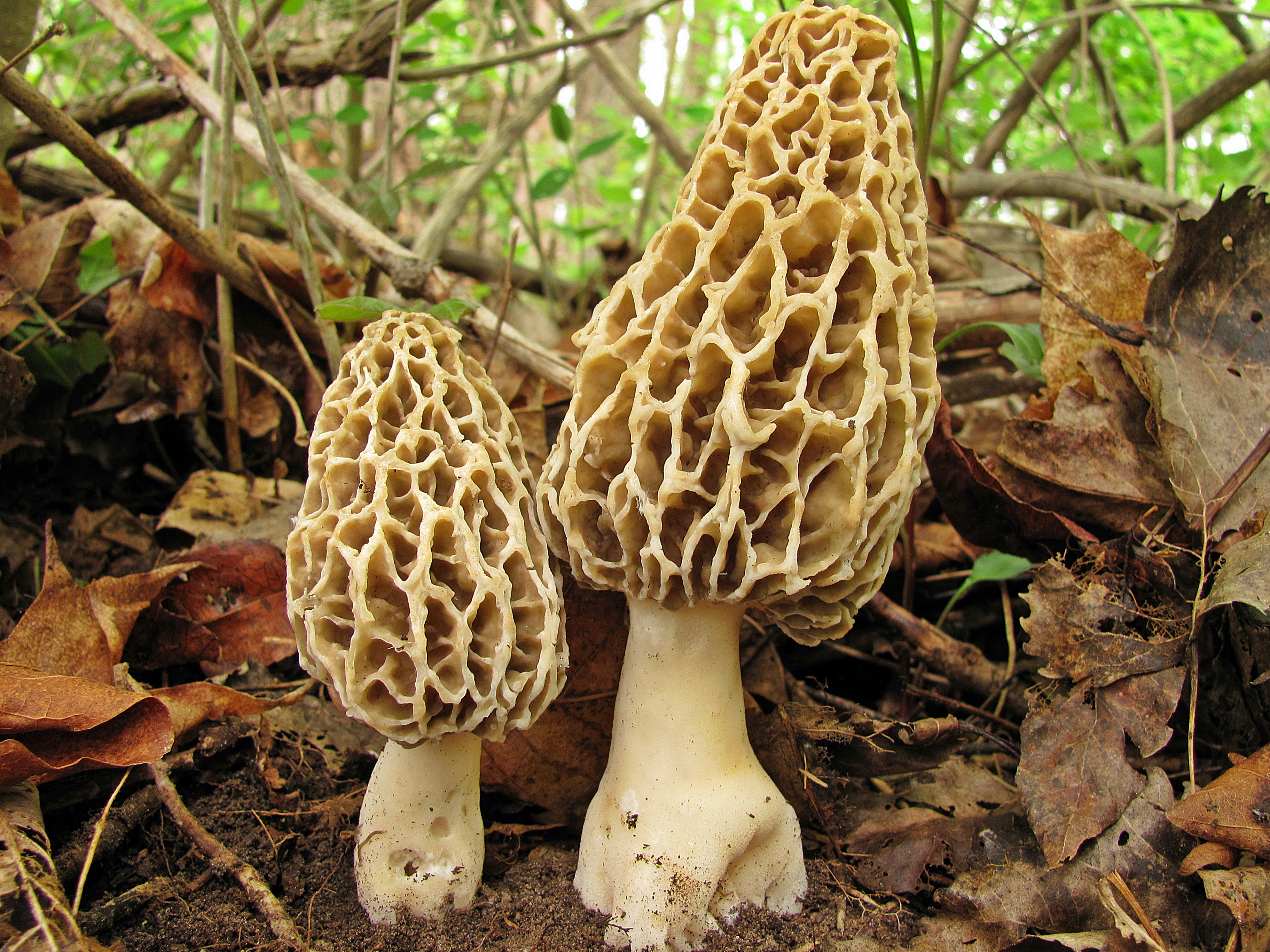
Morchella esculenta (Pezizomycetes)
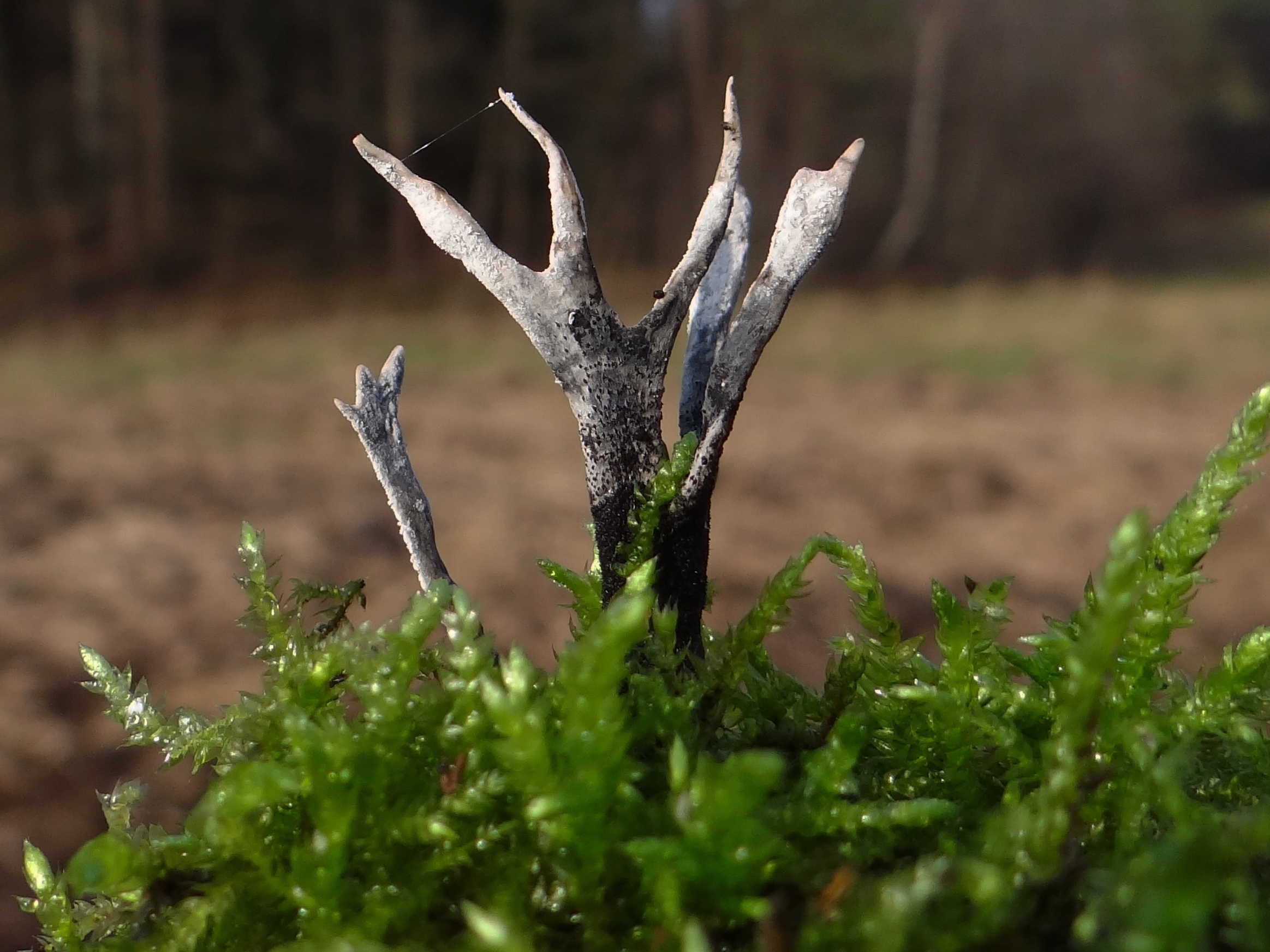
Xylaria hypoxylon (Sordariomycetes)